# Museo del Risorgimento (Asti)
Il Museo del Risorgimento è uno spazio espositivo situato ad Asti presso palazzo Ottolenghi. È dedicato al Risorgimento e contiene reperti che sono databili dal 1797 (anno di proclamazione della Repubblica Astese) al 1870 (presa di Roma). Completano le collezioni testimonianze della prima e della seconda guerra mondiale. 

## Storia

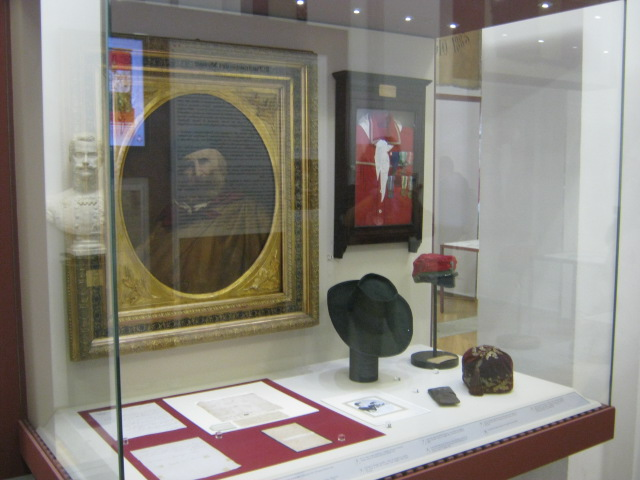
Cimeli e testimonianze legate a Giuseppe Garibaldi

L'embrione della collezione risorgimentale astigiana nacque nel 1898 in occasione delle celebrazioni per il cinquantenario di promulgazione dello Statuto Albertino su desiderio e spinta del conte Leonetto Ottolenghi, che diede incarico ai migliori pittori di quel periodo di dipingere quadri raffiguranti eventi e personalità risorgimentali finanziando di tasca propria l'intera iniziativa. 
L'esposizione, a cui fu dato il nome di "salone del Risorgimento", venne allestita presso l'Alla in piazza Alfieri, un edificio abbattuto negli anni sessanta sul cui sedime venne costruito il palazzo della provincia. Al termine dell'esposizione, nel 1901, i reperti vennero trasferiti a palazzo Alfieri, per l'occasione acquisito da Leonetto Ottolenghi con l'obiettivo di destinarlo a museo civico per poi cederlo gratuitamente alla città di Asti.
Nel 1937, dopo la fondazione a palazzo Alfieri del Centro Studi Alfieriani, il museo, per ragioni di spazio, venne trasferito a palazzo Mazzetti, dove rimase fino al 1984. In quell'anno il palazzo venne chiuso per ristrutturazione e le esposizioni furono smontate e archiviate. 
In occasione delle celebrazioni per il 150º anniversario dell'Unità d'Italia, il 23 marzo 2012 il museo è stato riaperto a palazzo Ottolenghi, ristrutturato per l'occasione, con l'alto patronato del presidente della Repubblica Italiana Giorgio Napolitano.

## Le collezioni

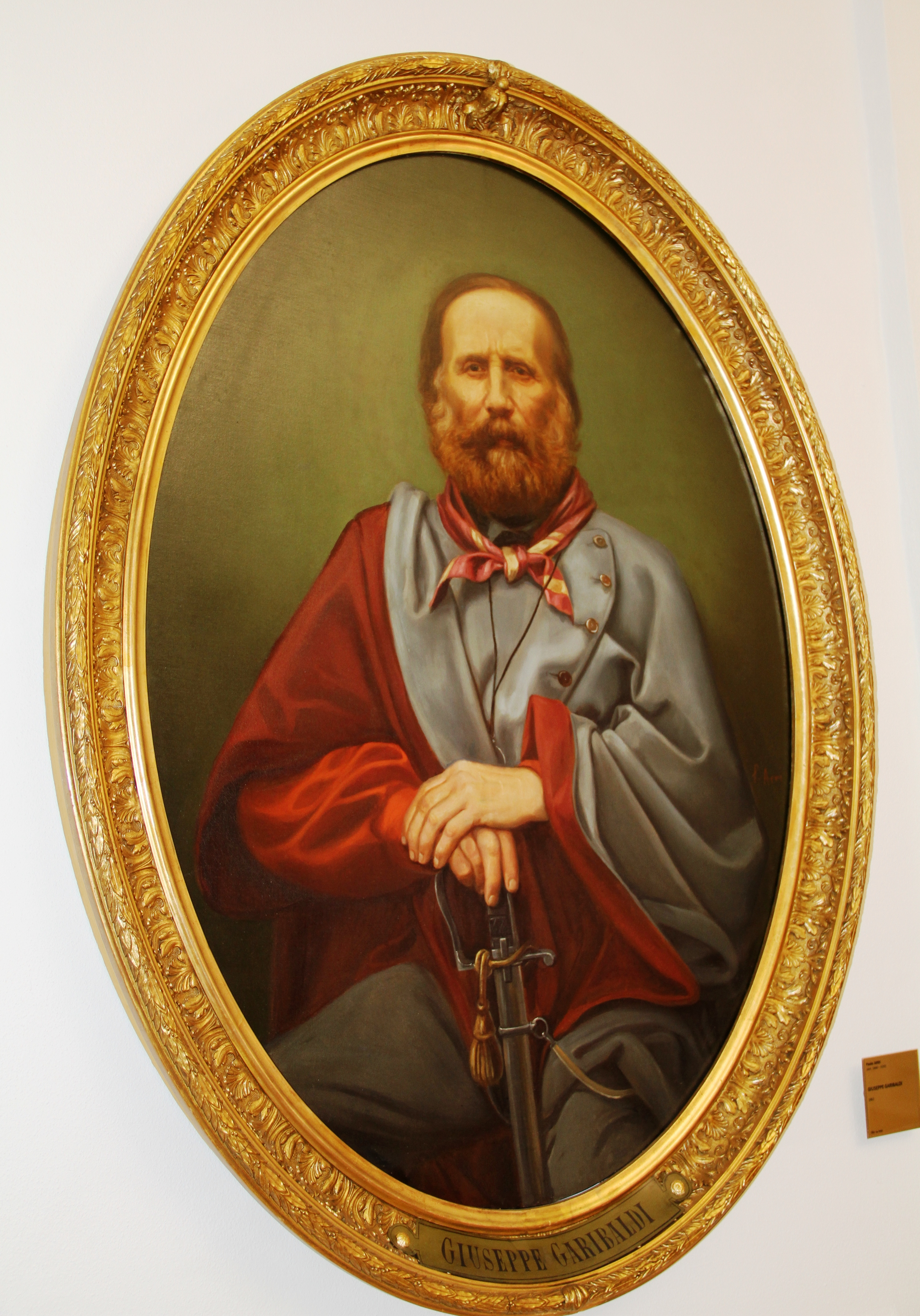
Ovale raffigurante Giuseppe Garibaldi esposto al museo

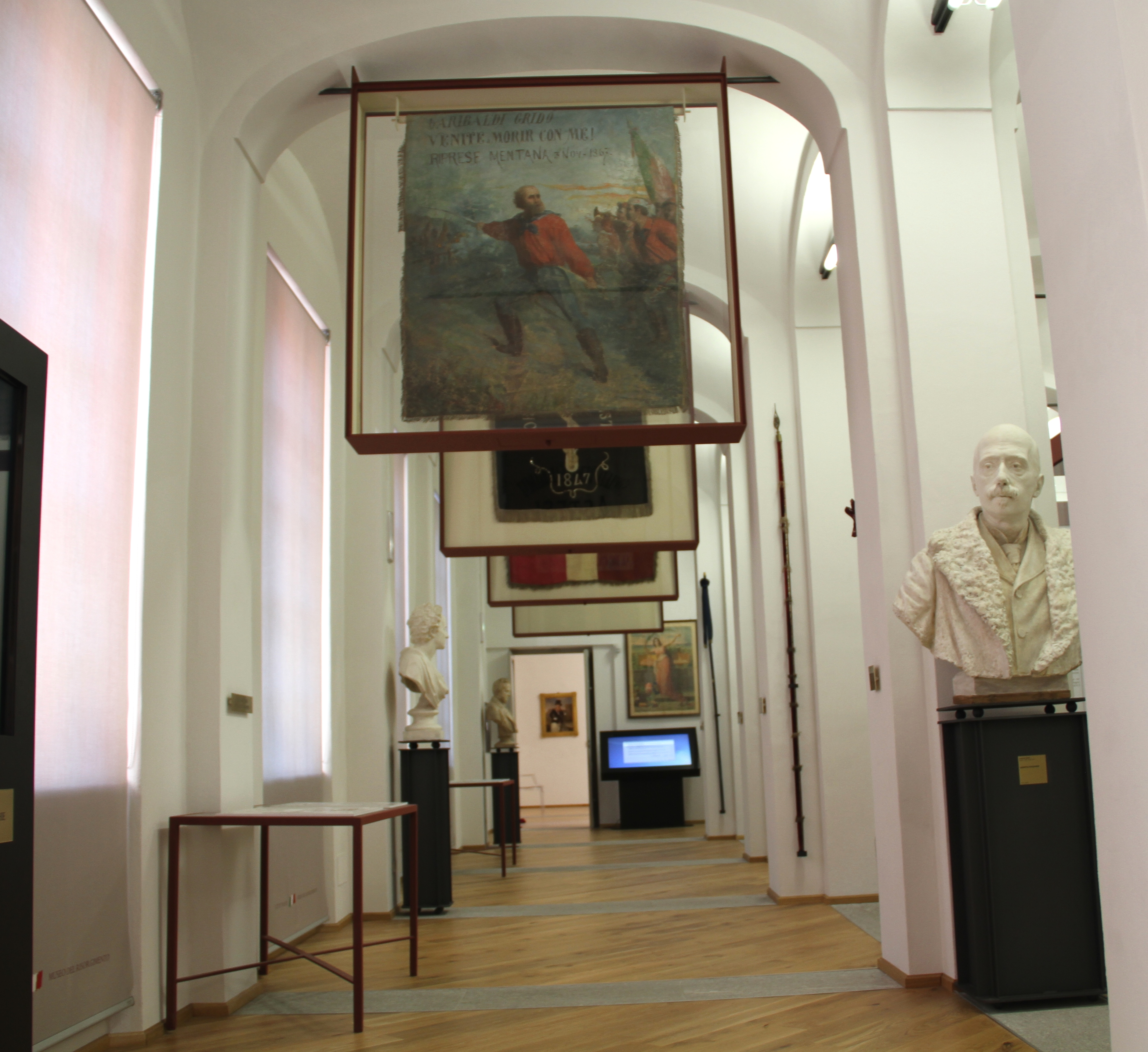
Museo del Risorgimento di Asti, corridoio interno

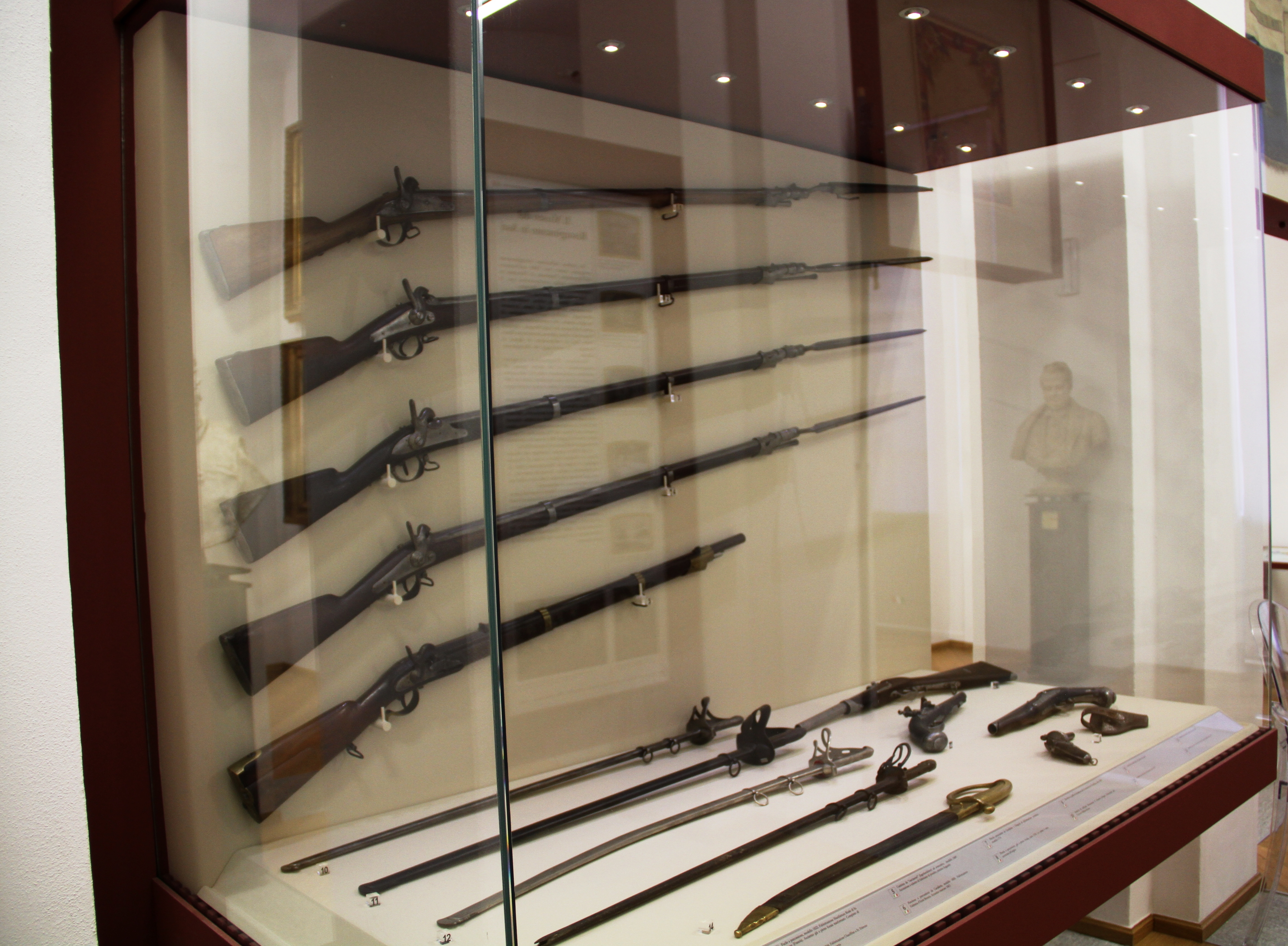
Armi d'epoca esposte al museo

Il museo si sviluppa su tre livelli: il piano terra, il primo piano interrato e il secondo piano interrato. È soprattutto il frutto di donazioni di famiglie astigiane che hanno avuto membri coinvolti nella causa risorgimentale. La collezione del museo comprende dipinti, bandiere, stendardi militari, armi, divise militari, monete, medaglie ed altri tipi di reperti.
Sono presenti ovali che rappresentano personaggi storici e quadri che raffigurano le battaglie più importanti dell'epopea risorgimentale. Questi dipinti appartengono al primo nucleo voluto da Leonetto Ottolenghi nel 1898. I personaggi raffigurati sono stati eseguiti dal pittore astigiano Paolo Arri (1868-1939) e rappresentano politici, economisti, patrioti, ﬁlosoﬁ, poeti, letterati, tra i quali Camillo Benso Conte di Cavour, Angelo Brofferio e Giuseppe Garibaldi, e i componenti di Casa Savoia. Le battaglie risorgimentali sono state invece immortalate dai pittori Luigi Morgari (1857-1935), Raffaele Pontremoli (1832-1905) e Felice Cerruti Bauduc (1818 - 1896), quest'ultimo autore anche di tele per il Museo del Risorgimento di Torino. 

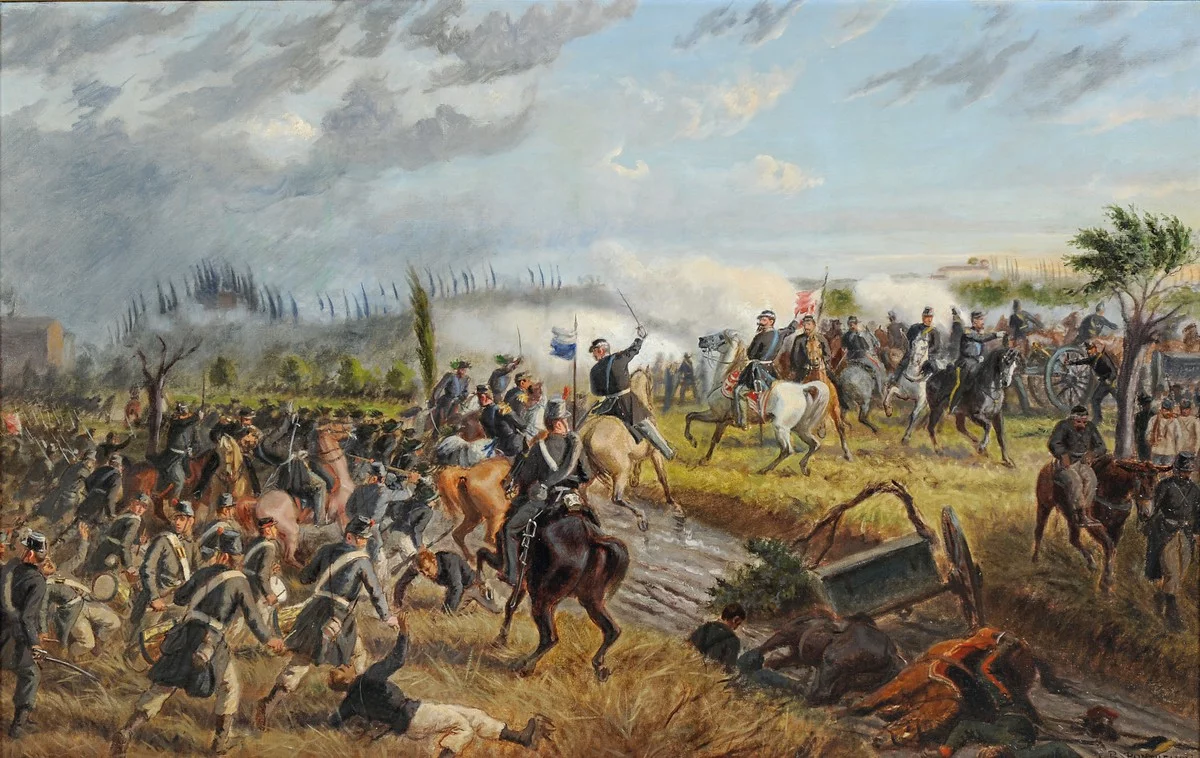
Raffaele Pontremoli, Battaglia di San Martino, Museo del Risorgimento di Asti

È inoltre presente una collezione di stendardi e bandiere delle corporazioni di Asti e dei reduci Garibaldini astigiani. La bandiera più famosa conservata al museo è quella della società dei reduci garibaldini di Asti, che venne data in dono al museo nel 1927 dall'ex garibaldino astigiano Francesco Gino. Su questa bandiera è rappresentato Giuseppe Garibaldi con la spada sguainata che incoraggia le camicie rosse alla battaglia; sotto questa raffigurazione è presente la scritta "Garibaldi gridò: venite a morir con me. Mentana, 3 novembre 1867". In totale le bandiere esposte sono nove, a fronte di trentanove vessilli pervenuti al museo. 
Il Museo raccoglie anche la divisa e la sciabola originali del maggiore garibaldino Orazio Dogliotti, comandante dell'artiglieria nella battaglia di Bezzecca del 1866, e la cassetta da viaggio di Vincenzo Gioberti utilizzata durante l'itinerario che lo portò al cospetto di papa Pio IX con l'obiettivo di convincere il Pontefice a intercedere per l'indipendenza italiana. È anche conservata una camicia rossa originale del 1866 che è stata donata dall'ex garibaldino astigiano Francesco Gino.
Completano la collezione del museo medaglie e monete. La raccolta numismatica, in particolare, è incentrata sulle monete coniate da Casa Savoia. Risalente alla prima guerra mondiale è un frammento di campana originaria del campanile della chiesa principale di San Pier d'Isonzo, andati distrutti nel 1916 durante la guerra. Della seconda guerra mondiale è il rifugio antiaereo di palazzo Ottolenghi, che è stato realizzato nel 1943 quando l'attuale sede museale ospitava la prefettura e che è visitabile nel corso dell'itinerario espositivo.